# El Poble Nou de Benitatxell
El Poble Nou de Benitatxell (IPA: [eɫ ˈpɔ̞·ble nɔ̞w de be·ni·taˈtʃeʎ]) (castellà: Benitachell, oficialment el Poble Nou de Benitatxell/Benitachell) és un municipi situat al sud-est de la Marina Alta, al País Valencià. Segons el padró de 2009, el poble té 5.399 habitants.

## Geografia
L'extensió del seu terme municipal és de 12,70 quilòmetres quadrats, i es compon de les següents partides: Abiar, Ascàsar, Al Moraig, Benicambra, Garcibà i Lluca.
El nucli urbà està situat en l'interior, però el terme municipal compta amb 2 km de costa sobre el mar Mediterrani. Una costa brava i trencada, amb penya-segats que arriben en alguns punts als 100 metres sobre el nivell del mar. És un lloc perfecte per als afeccionats al submarinisme que poden descobrir les coves i paratges que se succeïxen sense interrupció.

### Accessos
S'accedix a la localitat per la carretera que conduïx al port de Moraira des de Xàbia, també es pot accedir des de la N-332 per Teulada.

### Municipis limítrofs
Limita amb els termes municipals de Xàbia, Teulada-Moraira.

## Llocs d'interés
- Església de Santa Maria Magdalena. Edifici d'interès arquitectònic.

- Cala el Moraig. Va a ser construida artificialment als anys 1970 a 1973, per la urbanització "Cumbre del Sol". Oferix una neta platja de grava i aigües transparents. Es troba entre penya-segats, i no té edificacions en primera línia de platja.

- Cala dels Testos. Platja de còdols.

## Demografia
El 64,6% de la població empadronada són de nacionalitat estrangera. És, per tant, el tercer municipi amb major percentatge d'immigrants de la demarcació d'Alacant. El 87,5% dels no estatals procedixen d'altres països de la Unió Europea, i hi predomina la nacionalitat britànica.
| Població | 1.885 | 1.765 | 1.785 | 1.729 | 1.775 | 1.662 | 1.606 | 1.492 | 1.525 | 1.583 | 2.312 | 4.276 |

## Festes
- Santa Maria Magdalena i Santiago Apòstol. Les Festes Patronals, en honor de Santa Maria Magdalena, Sant Roc, Sant Cristòfol i Sant Jaume, se celebren del 22 al 25 de juliol. Els carrers s'engalanen, se celebren actes religiosos, la gent viu el carrer i per les nits se celebren els tradicionals Tancaments (bous al carrer).

Cada dia se celebra en honor d'un Sant. Les festes comencen en honor de Santa Maria Magdalena amb cercaviles dels Festers i Festeres i amb una revetlla nocturna. L'endemà es dedica a Sant Roc amb una cavalcada de carrosses per a seguir amb el dedicat a Sant Cristòfol i, l'últim dia, a Sant Jaume, el dia 25. A partir d'ací hi ha cinc dies de Tancaments (bous al carrer).
- Moros i Cristians. Se celebren el segon cap de setmana de juliol.

- Festes de la Rosa. El mes de maig és un mes festiu al Poble Nou de Benitatxell amb la celebració de les "Festes de la Rosa" en honor de la Verge del Rosari. Durant la seua celebració, que té lloc el primer diumenge del mes, s'honra a la Verge amb diversos actes religiosos (misses i processons) i lúdics (revetlles, traques, etc.). Destaca entre els actes religiosos la benedicció i posterior repartiment per tot el poble del "Pa Beneït".

## Política i govern

### Composició de la Corporació Municipal
El Ple de l'Ajuntament està format per 11 regidors. En les eleccions municipals de 26 de maig de 2019 foren elegits 6 regidors de Més Benitatxell (Més B), 4 d'Independientes de la Marina Alta - Gente por Benitachell (IMA-GB) i 1 de Renovació Democràtica Centrista Valenciana (REDcv).
| Eleccions municipals de 26 de maig de 2019 - el Poble Nou de Benitatxell                                                     |                                                          |                                     |                                     |        |          |          |
| Candidatura | Candidatura                                              | Candidatura                         | Cap de llista                       | Vots   | Vots     | Regidors |
| | Més Benitatxell                                          |                                     | Miguel Ángel García Buigues         | 658    | 48,28%   | 6 (+3)   |
| | Renovació Democràtica Centrista Valenciana               |                                     | Josep Antoni Femenia Mas            | 391    | 28,69%   | 4 (+1)   |
| | Independientes de la Marina Alta - Gente por Benitachell |                                     | Antonio Colomer Devesa              | 163    | 11,96%   | 1 (-1)   |
| | Altres candidatures                                      |                                     |                                     | 147    | 10,78%   | 0 ( -3)  |
| | Vots en blanc                                            |                                     |                                     | 4      | 0,29%    |          |
| Total vots vàlids i regidors                                                                                                 | Total vots vàlids i regidors                             | Total vots vàlids i regidors        | Total vots vàlids i regidors        | 1.363  | 100 %    | 11       |
| | Vots nuls                                                | Vots nuls                           | Vots nuls                           | 11     | 0,80%    |          |
| Participació (vots vàlids més nuls)                                                                                          | Participació (vots vàlids més nuls)                      | Participació (vots vàlids més nuls) | Participació (vots vàlids més nuls) | 1.374  | 55,47%** |          |
| Abstenció | Abstenció                                                | Abstenció                           | Abstenció                           | 1.103* | 44,53%** |          |
| Total cens electoral | Total cens electoral                                     | Total cens electoral                | Total cens electoral                | 2.477* | 100 %**  |          |
| Alcalde: Miguel Ángel García Buigues (Més B) (15/06/2019) Per majoria absoluta dels vots dels regidors (6 de Més B)          |                                                          |                                     |                                     |        |          |          |
| Fonts: JEC, JEZ Dénia, M. Interior, Periòdic Ara. (* No són vots sinó electors. ** Percentatge respecte del cens electoral.) |                                                          |                                     |                                     |        |          |          |

### Alcaldes
Des de 2018 l'alcalde de Benitatxell és Miguel Ángel Garcia Buigue, des de 2019 de Més Benitatxell (Més B) i en 2015 de Compromís.
| Període                       | Alcalde o alcaldessa                                | Partit polític       | Data de possessió     | Observacions             |
| ----------------------------- | --------------------------------------------------- | -------------------- | --------------------- | ------------------------ |
| 1979–1983                     | Miguel Català Devesa                                | GIB                  | 19/04/1979            | --                       |
| 1983–1987                     | Miguel Català Devesa                                | AP-PDP-UL-UV         | 28/05/1983            | --                       |
| 1987–1991                     | Miguel Català Devesa                                | AP                   | 30/06/1987            | --                       |
| 1991–1995                     | José Torres Gilabert                                | PP                   | 15/06/1991            | --                       |
| 1995–1999                     | José Torres Gilabert                                | PP                   | 17/06/1995            | --                       |
| 1999–2003                     | José Torres Gilabert                                | PP                   | 03/07/1999            | --                       |
| 2003–2007                     | Juanjo Buigues Ferrer                               | PP                   | 14/06/2003            | --                       |
| 2007–2011                     | Juan Cardona Bolufer María Josefa Ronda Vallés      | PIDEB PP             | 16/06/2007 04/03/2009 | Dimissió/Renuncia --     |
| 2011–2015                     | Josep Antoni Femenia Mas                            | Compromís No adscrit | 11/06/2011 30/01/2014 | Canvi de grup polític -- |
| 2015–2019                     | Josep Antoni Femenia Mas Miguel Ángel Garcia Buigue | RED Compromís        | 13/06/2015 11/10/2018 | Moció de censura --      |
| 2019-2023                     | Miguel Ángel Garcia Buigue                          | Més B                | 15/06/2019            | --                       |
| Des de 2023                   | n/d                                                 | n/d                  | 17/06/2023            | --                       |
| Fonts: Generalitat Valenciana |                                                     |                      |                       |                          |